# Clamor
Clamor (с лат. — «шум, крик») — демозапись швейцарского музыкального проекта Lacrimosa, выпущенная 1 декабря 1990 года в формате аудиокассеты. Автор музыки и текстов песен Тило Вольфф — на тот момент единственный участник Lacrimosa. Записью и изданием он также занимался самостоятельно.
Кассета содержит два трека в жанре дарквейв: «Seele in Not» и «Requiem». В дальнейшем доработанные версии обеих композиций вошли в первый полноформатный альбом проекта Lacrimosa — Angst, а демоверсия «Seele in Not» присутствует в качестве бонусного трека в мини-альбоме Lichtgestalten. Несмотря на то, что тираж издания составил всего сто экземпляров, и в настоящее время оно больше не распространяется, демоверсии обеих песен были представлены в 2010 году в сборнике Schattenspiel, приуроченном к двадцатилетию Lacrimosa.
В среде швейцарского андеграунда эта демозапись вызвала значительный интерес. Во многом это было вызвано особой эмоциональностью песен и явным влиянием классической музыки.

## Список композиций
| № | Оригинальное название | Перевод     | Музыка/слова | Время |
| 1 | Seele in Not          | Душа в беде | Тило Вольфф  | 8:50  |
| 2 | Requiem               | Реквием     | Тило Вольфф  | 9:51  |